# 닛타 지라융유른
닛타 지라융유른(태국어: นิษฐา จิรยั่งยืน, 영어: Nittha Jirayungyurn, 1990년 9월 21일 ~ )은 태국의 배우, 모델이다.